# Heizei
Heizei (平城天皇; 774 – 824) è stato il 51º imperatore del Giappone.
Governò dall'806 fino alla sua abdicazione nell'809; l'anno seguente tentò di riprendere il trono, ma venne sconfitto e divenne un monaco buddhista.